# Julija Dumanska
Julija Dumanska (ukrainisch Юлія Думанська, wiss. Transliteration Julija Dumansʹka, rumänisch Iulia Dumanska, engl. Transkription Yuliya Dumanska; * 15. August 1996 in Horodenka) ist eine rumänisch-ukrainische Handballspielerin, die für die rumänische Nationalmannschaft aufläuft.

## Karriere

### Im Verein
Dumanska begann das Handballspielen im Alter von elf Jahren in ihrem Geburtsort. Mit den Mannschaften von HK Bolena Horodenka und HK Halytschanka Lwiw wurde sie ukrainische Juniorinnenmeisterin. Im Jahr 2011 wechselte sie in die Jugendabteilung des rumänischen Vereins CS Marta Baia Mare. Nachdem die Torhüterin in der Spielzeit 2013/14 an dem Verein CSU Neptun Constanţa ausgeliehen war, schloss sie sich dem Erstligisten HCM Baia Mare an. Mit diesem Verein gewann sie 2014 und 2015 den rumänischen Supercup sowie 2015 den rumänischen Pokal. Im Mai 2016 nahm sie die rumänische Staatsbürgerschaft an.
Dumanska schloss sich im Jahr 2016 dem Ligakonkurrenten SCM Craiova an, mit dem sie zwei Jahre später auf europäischer Ebene den EHF-Pokal gewann. Zwischen 2018 und 2020 stand sie bei SCM Râmnicu Vâlcea unter Vertrag, mit dem sie 2018 den rumänischen Supercup sowie 2019 die rumänische Meisterschaft gewann. Anschließend wechselte sie zum kroatischen Erstligisten ŽRK Podravka Koprivnica. Mit Podravka Koprivnica gewann sie 2021 die kroatische Meisterschaft sowie 2022 den kroatischen Pokal. Ab dem Sommer 2022 stand sie beim rumänischen Erstligisten CS Gloria 2018 Bistrița-Năsăud unter Vertrag. Zwei Jahre später schloss sie sich dem Ligakonkurrenten CS Minaur Baia Mare an.

### In Auswahlmannschaften
Dumanska nahm im Jahr ihrer Einbürgerung mit der rumänischen Juniorinnennationalmannschaft an der U-20-Weltmeisterschaft teil. Dumanska hielt im Turnierverlauf 39 von 68 Würfen und gewann mit ihrer Mannschaft die Bronzemedaille. Im selben Jahr rückte sie in den Kader der rumänischen A-Nationalmannschaft, mit der sie an der Europameisterschaft 2016 teilnahm. Dumanska war hinter Denisa Dedu und Paula Ungureanu die dritte Torhüterin im rumänischen Aufgebot und wurde lediglich in einem Spiel eingesetzt. Aufgrund ihrer Leistungen auf Vereinsebene und in der Nationalmannschaft entwickelte sie sich zu einer festen Größe im Nationalkader und wird seit 2016 regelmäßig in das rumänische Aufgebot für Weltmeisterschaften und für Europameisterschaften berufen.